# Centrarthra similis
Centrarthra similis là một loài bướm đêm trong họ Noctuidae.